# Marin Balabanow
Marin Balabanow (auch Marin Balabanov geschrieben, bulgarisch Марин Балабанов; * 1974 in Sofia, Bulgarien) ist ein bulgarisch-österreichischer Zeichner von Comics und für Webcomics und Fanzines.
Marin Balabanow begann in den 1970er-Jahren für Science-Fiction-Fanzines zu zeichnen. Er brachte drei Nummern des Fanzines „Die Wunde“ heraus. Später wirkte er bei der militärischen Zeitschrift „AUSBATT-Splitter“ mit, die seine Comics und Artikel veröffentlichte. 2004 trat er dem SFC Stardragons bei, wo er im Magazin „Future Magic“ zeichnerische und erzählerische Arbeiten herausbrachte. In den darauffolgenden Jahren zeichnete Balabanow hauptsächlich Comics u. a. ein umfangreiches Projekt, das 2006 erschien.
Seit 2005 bringt Balabanow Xego, heraus, das ebenfalls als Webcomic erhältlich ist. Darin erscheinen die Abenteuer von Dani-E, der galaktischen Go-Go-Tänzerin und Travellic, dem Weltraum-Tschusch. In jeder Ausgabe findet sich auch eine Kurzgeschichte.